# 杉本凌士
杉本 凌士（すぎもと りょうじ、1971年10月30日 - ）は、日本の俳優、脚本家、演出家。熊本県人吉市出身。劇団男魂（メンソウル）代表。MENSOUL PROJECT主宰。

## 来歴・人物
佐川急便ドライバー、大工、土木作業員、荷揚げ屋など多くのアルバイトを経験後、芸能界入り。

## 出演

### 映画
- バトル・ロワイアル（2000年） - 兵士 役
- 組葬（2002年） - 組員宇野 役
- テック&サーチ・リミテッド（2003年） - 景山弟 役
- 戦国自衛隊1549（2006年） - 松沢三曹 役
- ハミングライフ（2006年） - 面接官 役
- 不果実な果実（2007年） - 相田洋平 役
- きみにしか聞こえない（2007年） - 世界史教師 役
- さくらん（2008年） - 商人 役
- 片腕マシンガール（2008年） - ヤクザ 役
- 容疑者Xの献身（2008年） - マル暴刑事 役
- 功夫哀歌カンフーエレジー（2009年） - 敵 役
- 眼球遊園－ラムズスクワット（2009年） - 刑事・真島 役
- MW-ムウ-（2009年） - 捜査一課・刑事 役
- Wandering（2010年） - ヤクザ・河本 役
- 連鎖（2012年） - 刑事・遠藤 役
- 口裂け女 リターンズ（2012年） - 口裂け女使い・鬼頭幹輝 役
- 愛しき日々（2012年） - ヤクザ・川崎 役
- ビンゴ（2012年） - 最後の死刑囚・鈴木一馬 役
- たいむすりっぷメガネ（2013年） - 主人公父親・橋田昭夫 役
- 書くことの重さ 作家佐藤泰志（2013年） - 開高健 役
- カマトト（2014年） - 主人公父親・魚住正広 役
- NORIN TEN〜稲塚権次郎物語（2015年） - 永井威三郎 役
- こいからっさ（2016年） - 主人公父親・木村哲雄 役
- わさび（2016年） ‐ 主人公父親・山野和夫 役
- 憲法を武器として 恵庭事件 知られざる50年目の真実（2017年） - 田中義男元陸将 役
- マンハント（2017年） - ヤクザ 役
- ガチ星（2018年） - 松永幸夫 役
- セカンド・プロローグ（2019年） - 浜田篤 役
- ピストルライターの撃ち方(2022年) -滝口辰吉役
- 心のありか（2023年公開）[3]
- ハピネス(2024年) -国木田雪夫の父役
- みんな笑え（2025年）[4]

### テレビドラマ
- ドラマ新銀河 いらっしゃい（1996年、NHK） - 店の客 役
- 金曜時代劇 天晴れ夜十郎（1996年、NHK） - 門衛 役
- 大河ドラマ（NHK）
  - 毛利元就（1997年） - 侍者 役
  - 花燃ゆ（2015年） - 役人 役
  - おんな城主 直虎（2017年）
  - 麒麟がくる（2020年）
- 眠れる森（1998年、フジテレビ） - 警官 役
- ドールハウス（2004年、TBS） - 警備員 役
- 週刊真木よう子（2008年、テレビ東京） - ヤクザ 役
- ギネ 産婦人科の女たち（2009年、日本テレビ） - 医師 役
- 闇金ウシジマくん 第3話（2012年、TBS） - 刑事・黒岩 役
- 松本人志のコントMHK（2012年、NHK） - ゼネコン部長 役
- カウンターの二人（2013年、TwellV） - バーテンダー 役
- 仮面ティーチャー 第6話（2013年、日本テレビ） - 工場長・宮内 役
- ワカコ酒 第11夜『祝い酒』（2015年、テレビ東京）
- 連続テレビ小説（NHK）
  - とと姉ちゃん 第79話（2016年）
  - なつぞら（2019年）
  - エール 第78・79・89話（2020年） ‐ 特高 役
  - らんまん 第129回（2023年） ‐ 鳥羽 役
- ガチ星（2016年、テレビ西日本） - 松永幸夫 役
- 最後の晩ごはん（2018年、BSテレ東） - 医者 役
- シャーロック  第1話（2019年、フジテレビ） ‐ 刑事 役
- トップナイフ（2020年、日本テレビ Hulu） ‐ 神田 役
- ただ離婚してないだけ 第1・2話（2021年、テレビ東京） ‐ 岩田 役
- ボイスII 第10話（2021年、日本テレビ） - 捜査一課係長・峯田弘明 役
- 暴太郎戦隊ドンブラザーズ（2022年、テレビ朝日） - 狭山健児 役[注釈 1]
- 事件（2023年、WOWOW）- 裁判員・近藤泰幸 役
- 新空港占拠 第1話・第3話・第8話（2024年1月13日・2024年1月27日・2024年3月2日、日本テレビ） - 棚倉眞 役
- ブラックペアン シーズン２ 第7話(2024年 TBSテレビ) – 維新大学教授・小川役
- 最後の鑑定人 第2話（2025年7月16日、フジテレビ） - 米山茂雄 役[5]
- スティンガース 警視庁おとり捜査検証室（2025年7月22日 - 、フジテレビ） - 龍見真也 役[6]

### オリジナルビデオ
- 借王（香月秀之監督、2001年） - 管理人 役
- 東京・オブ・ザ・デッド－3日（山本政志監督、2005年） - 大橋旦那 役
- 首領の一族（大塚祐吉監督、2007年） - ヤクザ山口 役
- AeII探偵事務所（小川和也監督、2013年） - 毒島 役
- ホーンテッド探偵（廣瀬陽監督、2013年） - 毒島 役

### 舞台
- 劇団男魂（メンソウル）全公演
- 少年を売る店（横沢丈二演出、1996年） - 鉄ちゃん 役
- エクソシスト（横沢丈二演出、1997年） - カール 役
- 逆さ屏風は恐ろしや（横沢丈二演出、1998年） - コン 役
- 短い尺度計の告白（横沢丈二演出、1998年） - 刑事・秋元 役
- リア王（新本一馬演出、2003年） - オールバニ 役
- 12人の浮かれる男（小川修平演出、1999年） - 陪審員四号 役
- 箱の中身（平田康之演出、2000年） - 秋山 役
- A PRAYER FOR THE DYING（鷹倉京平演出、2001年） - ジャック 役
- マクベス（新本一馬演出、2002年） - 暗殺者 役
- バンク・バン・レッスン（新本一馬演出、2002年） - 強盗 役
- Knockin’on a Heavens Door（新本一馬演出、2003年） - テツ 役
- 十二夜（新本一馬演出、2004年） - オーシーノ 役
- ダウン・バイ・ロー（新本一馬演出、200？年） - 溝呂木功 役
- へそのはなし（羽原大介脚本演出、2007年） - 黒沢 役
- 銀座通りのデカプリオ（羽原大介脚本演出、2008年） - マスター 役
- フラガール（羽原大介脚本、山田和也演出、2008年） - 木村清二 役
- ワルシャワの鼻（生瀬勝久脚本、水田伸生演出、2009年、2010年） - 人吉 役
- 彦根物語-女城主と井伊直政（磯田道史脚本、椙本滋演出）
- 分署物語（古屋治男 脚本演出、2019年） - 高橋署長 役
- 永遠の矢＝トワノアイ（宇梶剛士 脚本演出、2019年 東京・静岡公演） - 太 役
- ヘンリー八世（吉田鋼太郎 演出、2020年） - 宮内大臣 役
- 永遠の矢＝トワノアイ（宇梶剛士 脚本演出、2021年 北海道公演） - 太 役
- ヘンリー八世（吉田鋼太郎 演出、2022年） - 宮内大臣 役
- 哀を腐せ(劇団時間制作/ 谷碧仁 脚本演出、2023年)- 椎名譲二役
- ネムレナイト（塩田泰造 脚本演出、2024年）[7]
- BUT・AND（脚本・演出・出演、2025年）[8]

### PV
- いきものがかり「ありがとう」（2010年）
- リリィノート「アルタイル」（2011年）
- SEX MACHINEGUNS「メタル経理マン」（2015年）
- 黒猫チェルシー「LIFE IS A MIRACLE」（2017年）

### ナレーション
- ラジオCM「ライオン企業」
- マンガ「閻魔王」 - 閻魔大王 役

### モデル
- 作業服メーカー（ラカン2000 - 2004）

## 脚本・演出など
- PIN☆DON（2005年 原案）劇団メンソウル
- POINT（2007年 原案）劇団メンソウル
- 18（2008年 原案）劇団メンソウル
- TUMBLE（2006年 脚本）劇団メンソウル
- but and（2007年 脚本）劇団メンソウル
- ゴング（2008年 脚本）劇団メンソウル
- ヒモのはなし（2010年 脚色・演出）大塩ちゃんの一人芝居
- 男舞（2009年 脚本）劇団メンソウル
- ウィリアム・シェイクスピア朗読劇（2010年 脚色・演出）サントリーホール
- 絆〜少年よ大紙をいだけ（2010、2011年 脚本）新国立劇場中ホール
- 東からの凱歌（2011年 脚本・演出）劇団メンソウル
- GREAPFRUIT MOON（2011年 脚本・演出）劇団メンソウル
- バカデカ（2012年 脚本・演出）劇団メンソウル
- 宝井一凜 真打昇進記念公演（2013年 演出）内幸町ホール
- 日雇いゴッド（2013年 脚本・演出）劇団メンソウル
- 鐘〜ゴング（2013年 脚本・演出）劇団メンソウル
- ウィリアム・シェイクスピア（2013年 脚色・演出）無名塾
- カマトト（2014年 脚本）公開映画作品
- but・and（2014年 脚本・演出）劇団メンソウル
- 口無し-バカデカ2（2015年 脚本・演出）劇団メンソウル
- 妖精の丘（2015年 脚色・演出）第一生命ホール
- ダンコント3〜中野新橋笑合笑社〜（2015年 脚本・演出）劇団メンソウルプロデュース 番外コント公演
- 御伽童子（2016年 演出）S&S Entertainment Studio
- Being at home with Claude〜クロードと一緒に〜 Lecture-Spectacle（2016年 脚色・演出）新国立劇場小劇場 THE PIT
- イノチボンバイエ（2016年 脚本）劇団メンソウルプロデュース TEAM ON×SOUL 1st
- Just do it!〜やるっきゃない！〜（2017年 脚本・演出）
- 赤と黒のオセロ（2017年 演出）クロックガールズ
- 航路（2017年 脚本・演出）劇団メンソウル
- 音・劇「町内会　マンション建設反対編」（2018年 脚色・演出）啓江座　日本橋公会堂（日本橋劇場）
- スサノオと美琴～古事記～（2018年 脚本・演出）新国立劇場オペラパレス
- 髭王（2018年 脚本・演出）劇団メンソウル
- バカデカ－勿忘草（2019年 脚本・演出）劇団メンソウル
- バカデカ－桔梗（2019年 脚本・演出）劇団メンソウル
- 鼓動（2021年 脚本・演出）劇団メンソウル
- BUT・AND（2025年 脚本・演出）MENSOUL PROJECT[8]